# جينيفر كليري
جينيفر كليري (بالإنجليزية: Jennifer Cleary)‏ هي مجدفة أسترالية، ولدت في 22 يونيو 1993 في غيلونغ في أستراليا.

## وصلات خارجية
- جينيفر كليري على موقع الاتحاد الدولي للتجديف (الإنجليزية)
- جينيفر كليري على موقع اللجنة الأولمبية الدولية (الإنجليزية)
- جينيفر كليري على موقع أوليمبيديا (الإنجليزية)
- جينيفر كليري على موقع اللجنة الأولمبية الأسترالية (الإنجليزية)